# Ballaison
Ballaison è un comune francese di 1 477 abitanti situato nel dipartimento dell'Alta Savoia della regione dell'Alvernia-Rodano-Alpi.

## Storia

### Simboli
Lo stemma è stato adottato con delibera del consiglio comunale del 22 gennaio 2003. Si tratta del blasone della famiglia de Ballaison, a cui è stato aggiunto il capo di Savoia.

## Società

### Evoluzione demografica
Abitanti censiti